# False Creek
False Creek är en smal, runt två kilometer lång vik i den kanadensiska staden Vancouver. Den åtskiljer Vancouvers centrum från stadsdelarna som ligger på Burrardhalvön och överbryggs av tre broar: Burrard Street Bridge, Granville Street Bridge och Cambie Street Bridge. I den västligaste delen ligger den lilla halvön Granville Island.

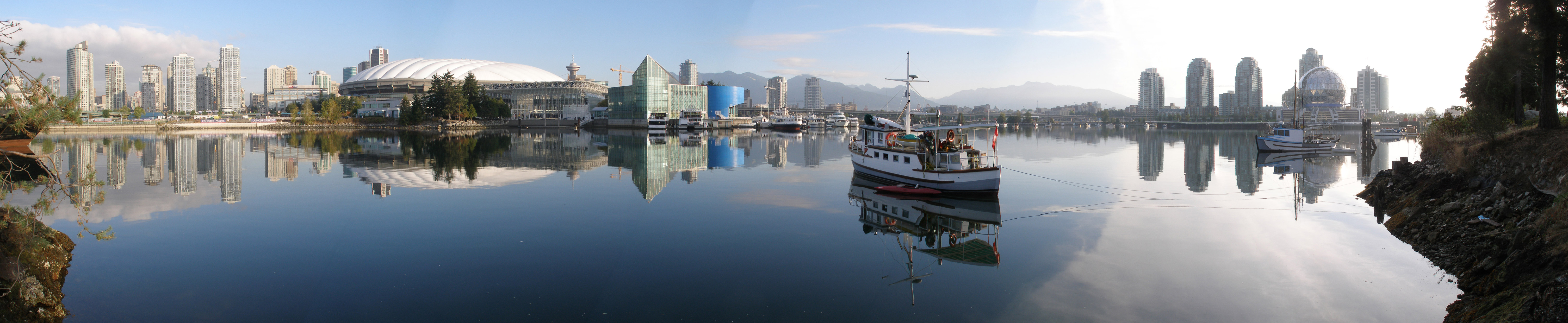
Panorama över False Creek med BC Place, Plaza of Nations, Science World och Downtown in bakgrunden.